# 波特蘭鎮區 (伊利諾伊州懷特塞德縣)
波特蘭鎮區（英語：Portland Township）是位於美國伊利諾伊州懷特塞德縣的一個行政鎮區。

## 地方資料
根據2010年美國人口普查的數據，波特蘭鎮區的面積為92.30平方千米，當中陸地面積為90.00平方千米，而水域面積為2.30平方千米。當地共有人口409人，而人口密度為每平方千米4.43人。